# Omphaloscelis rubicunda
Omphaloscelis rubicunda là một loài bướm đêm trong họ Noctuidae.